# Марчело Липи
Марчело Ромео Липи (на италиански: Marcello Romeo Lippi) е италиански футболист и треньор.

## Кариера
Марчело Липи е роден на 11 април 1948 г. във Виареджо. Негови прадеди са прочути фло¬рентински живописци от известната в среднове¬ковието фамилия Филипино. За първи път се докосва до футбола в „Стела Роса“ (Виареджо), клуб из¬вестен с комунистическите пристрастия на феновете му. След това заиграва на поста либеро в състава на „Савона“, където се подвизава няколко ме¬сеца през 1969 година. Веднага след това облича екипа на „Сампдория“, където се задържа от 1970 до 1981 година. След престоят си в Генуа, къде¬то не блести с нищо особено преминава за кратко през „Пистоезе“ и „Лукезе“. Именно в последния тим слага край на състезателната си кариера през 1982 г. след 239 мача и 7 гола калчото.
Кариера като футболист – Сампдория (1970 — 1981), Пистоезе (1981), Лукезе (1981 – 1982).
Треньор на Сампдория (1984 — 1985), Понтедера (1985 — 1986), Сиена (1986 — 1987), Пистоезе (1987 — 1988), Карарезе (1988 — 1989), Чезена (1989 — 1991), Лукезе (1991 — 1992), Аталанта (1992 — 1993), Наполи (1993 — 1994), Ювентус (1994 — 1999 и 2001 — 2004), Интер (1999 — 2000). Шампион през 1995, 1997, 1998, 2002 и 2003 г., носител на купата през 1995 година. Носител на КЕШ, Междуконтиненталната купа и Суперкупата на Европа през 1996 г. Финалист в Шампионската лига през 1997, 1998 и 2003 г., финалист за купата на УЕФА през 1995 година. Треньор на националния отбор на Италия от 15 юли 2004 година. Световен шампион с Италия през 2006 година. Един от най-авторитетните треньори в Европа.

### Световно първенство 2006 г.
На Световното 2006 Марчело Липи води Италия по пътя до финала където, те побеждават Франция с 5-3 след дузпи (след равенство 1-1 след продълженията).
След като печели Световното първенство Липи заявява че това е „най-хубавият му момент като треньор“, въпреки че преди това е печелил Междуконтинентална купа и ШЛ с Ювентус.
Три дни след световното, Липи не подновява своя договор с Италианката футболна федерация и напуска поста национален треньор на Италия. На поста го наследява Роберто Донадони.

## Европейските XI
Марчело Липи селектира отбора Европейските XI за един приятелски мач на стадион Олд Трафорд срещу отбора на Манчестър Юнайтед за 50-а годишнина на първия мач на Юнайтед в Европа. Мача се играе на 13 март, 2007. Манчестър побеждават с 4-3. Състезателите на Липи са:
- Вратари: Оливер Кан, Грегори Купе, Сантяго Канисарес.
- Защитници: Паоло Малдини, Джейми Карагър, Ерик Абидал, Лилиан Тюрам, Карлес Пуйол, Марко Матераци, Фабио Гросо.
- Полузащитници: Джанлука Дзамброта, Стивън Джерард, Флоран Малуда, Луис Мигел, Дженаро Гатузо, Ким Шелстрьом, Андреа Пирло, Баудевейн Зенден, Стелиос Гианакопулос.
- Нападатели: Роналдо, Алесандро Мансини, Златан Ибрахимович, Хенрик Ларсон (капитан), Роби Фаулър, Ел Хаджи Диуф.